# Marine Corps Air Station Yuma
Base aéronavale de Yuma (USMC)
Le Marine Corps Air Station Yuma ou MCAS Yuma ( IATA : YUM , ICAO : KNYL , FAA LID : NYL), est une base aérienne du Corps des Marines des États-Unis  située à Yuma, en Arizona.
La station est à 3,2 km de la ville de Yuma. L'aéroport civil et militaire est à usage conjoint. Le MCAS Yuma partage des installations d'aérodrome avec Yuma International Airport (en)  et occupe environ 1 200 ha, dont la majeure partie est un désert plat.

## Historique
C'est le siège de plusieurs escadrons d'AV-8B Harrier II et de F-35B Lightning II de la 3rd Marine Aircraft Wing, de l'United States Marine Corps Training and Education Command (MAWTS-1), du Marine Operational Test and Evaluation Squadron 1 (VMX-1 (en)) et du Marine Fighter Training Squadron 401 (VMFT-401 (en)), un escadron adversaire de combat aérien de la 4th Marine Aircraft Wing de l' US Marine Corps Reserve. Il s'agit d'un site Superfund désigné en raison d'un certain nombre de contaminants du sol et des eaux souterraines, y compris l'amiante.

## Les unités présentes
| Code     | Insigne | Escadron                                                  | Surnom               | Aéronef                                        |
| -------- | ------- | --------------------------------------------------------- | -------------------- | ---------------------------------------------- |
| VMA-214  |         | Marine Fighter Attack Squadron 214                        | Black Sheep          | AV-8B Harrier II                               |
| VMA-311  |         | Marine Fighter Attack Squadron 311                        | Tomcats              | F-35 Lightning II                              |
| MALS-13  |         | Marine Aviation Logistics Squadron 13                     | Black Widows         |                                                |
| VMFA-122 |         | Marine Fighter Attack Squadron 122                        | Flying Leathernecks  | F-35 Lightning II                              |
| VMFA-211 |         | Marine Fighter Attack Squadron 211                        | Wake Island Avengers | F-35 Lightning II                              |
| VMFA-225 |         | Marine Fighter Attack Squadron 225                        | Vikings              | F-35 Lightning II                              |
| VMU-1    |         | Marine Unmanned Aerial Vehicle Squadron 1                 | Watchdogs            | Boeing Insitu RQ-21 Blackjack (en) MQ-9 Reaper |
| MWSS-317 |         | Marine Wing Support Squadron 371                          | Sand Sharks          |                                                |
| MACS-1   |         | Marine Air Control Squadron 1                             | Falconers            |                                                |
| VMFT-401 |         | Marine Fighter Training Squadron 401                      | Snipers              | F-5F/N Tiger II                                |
| VMX-1    |         | Marine Operational Test and Evaluation Squadron VMX-1'    | Snipers              | V-22 Osprey                                    |
| TECOM    |         | United States Marine Corps Training and Education Command | TECOM                |                                                |